# Arquivo Público do Estado do Rio Grande do Sul
O Arquivo Público do Estado do Rio Grande do Sul é um órgão do Governo do Estado subordinado à Secretaria de Administração e Recursos Humanos (SARH), e está instalado em um prédio histórico, com três pavilhões, na cidade de Porto Alegre, sito à rua Riachuelo 1031.
O primeiro prédio teve sua construção iniciada em 1910, com projeto do arquiteto francês Maurice Gras e execução de Affonso Hebert, então diretor da Seção de Obras Públicas. Sua primeira fase foi concluída em 5 de julho de 1912.
Em 1913, o governo do estado resolveu construir uma segunda ala do Arquivo Público, que só foi iniciada em 23 de janeiro de 1918, novamente com projeto do arquiteto Hebert e execução pelo empreiteiro Roberto Roncolli. Em 10 de junho de 1919 as obras foram entregues à Secretaria do Interior . 
Novamente chegando à saturação no final da década de 1940, os dois edifícios já não comportavam o constante aumento do acervo, e um terceiro pavilhão foi construído entre 1948 e 1950. Entretanto, assim que ficou pronto foi ocupado pelo Colégio Júlio de Castilhos, cuja sede original recém havia sido destruída por um incêndio. Com a saída do Colégio, o prédio passou a ser ocupado pela Secretaria da Administração, que aí ficou até 1981, quando mudou-se para o novo Centro Administrativo. Apesar da reivindicação de posse, o prédio foi então destinado à Junta Comercial, que permaneceu até 1999. Somente após esta data o edifício passou a ser ocupado pelo Arquivo Público.
Atualmente o prédio principal é destinado aos setores administrativos e técnicos, e os pavilhões anexos para a guarda dos documentos. A fachada visível da rua tem linhas retas e sem quaisquer adornos, e é dividida em quarto pavimentos com duas entradas deslocadas do centro em disposição simétrica. O primeiro piso é diferenciado, com um revestimento em imitação de pedras aparelhadas marrons e aberturas gradeadas com discreto trabalho de ornamentação. Os pavimentos restantes são revestidos de pó de pedra cinza, com pilastras retas e lisas separando as janelas quadradas, num ritmo regular. Acima do conjunto uma cornija igualmente despojada, com um frontão central onde se lê o nome da instituição.
No interior dos pavilhões antigos projetados por Hebert se destacam os espaços para a guarda dos documentos, com pisos e escadarias em entramado de ferro (provendo ventilação) e prateleiras de ferro revestido de concreto armado, que constituíam uma inovação tecnológica na época e ofereciam maior segurança para o acervo. O conjunto foi tombado pelo Patrimônio Histórico do Estado em 21 de dezembro de 1992 sob o nº 67.

## A Instituição
O Arquivo Público do Estado foi criado em 8 de março de 1906, pelo Decreto 876, compondo a Repartição de Arquivo Público, Estatística e Biblioteca do Estado do Rio Grande do Sul, subordinada à Secretaria do Interior e Exterior. Seu objetivo declarado era ”adquirir e conservar, sob classificação sistemática, todos os documentos concernentes à legislação, à administração, à história, à geografia, às artes e indústrias do Rio Grande do Sul”.
O Arquivo começou a funcionar sete dias após sua criação, sendo instalado neste primeiro momento no térreo da então Escola Complementar, na esquina das ruas Duque de Caxias com Marechal Floriano, onde hoje fica o Colégio Sévigné.
Com a incessante afluxo de documentos, oriundos de todo o estado, logo o espaço físico tornou-se insuficiente, e o Arquivo foi transferido para o prédio da Bailante, comprado da viúva e herdeiros do Coronel João Pinto da Fonseca. Este prédio permaneceu até 1912, quando foi demolido para a construção do primeiro Auditório Araújo Viana, então na Praça da Matriz, sendo o acervo transferido para o novo prédio erguido por Gras e Hebert.
Em 1913 foi definido seu regulamento, que previa uma divisão do acervo nos seguintes setores:
- Administrativo, guardando mensagens presidenciais, anais da assembléia legislativa, relatórios do secretariado, balanços dos tesouros estadual e municipais, e livros de registros de nomeação e posse dos funcionários.
- Arquivo Histórico e Geográfico, para preservação da coleção do jornal A Federação e de documentos relativos a fatos e personagens.
- Arquivo Forense, para as cartas de concessão de sesmarias, autos findos de jurisdição, inventários, registros de nascimento, casamento e óbito.

Em 1925 a 2ª seção foi transferida para o Museu Júlio de Castilhos, vindo a formar o Departamento de História Nacional, que foi o embrião do atual Arquivo Histórico do Rio Grande do Sul.
O Arquivo Público mantém o maior acervo documental do estado, com cerca de 18 milhões de itens, e é de importância fundamental para o resgate e divulgação da história gaúcha, atendendo a demandas de qualquer cidadão, de pesquisadores e de outros órgãos do governo.